# Palau de la Cambreria
Palau de la Cambreria és un palau a la ciutat de Tarragona protegit com a bé cultural d'interès local. Encastat a l'edifici de la catedral, algunes de les seves dependències s'obrien a l'interior del temple, on hi ha un mirador, però aquesta part del palau fou destruïda en fer-se les darreres capelles de la basílica, és de les poques cases nobiliàries medievals que es conserven a Tarragona, les altres estan emmascarades per estructures modernes. Preserva tota la seva estructura arquitectònica interna.
Fou la residència del cambrer de la Seu, segona dignitat en importància del capítol catedralici. Durant el segle xv i XVI es va convertir en la residència temporal de reis o membres de la família reial, com el Papa Luna i la reina Joana Enríquez, esposa del rei Joan II d'Aragó i mare de Ferran "el Catòlic" que va morir en la seva estança a Tarragona.
Avui en dia, només resta, amb el seu aspecte original, el pati d'entrada amb escala d'accés al primer pis de revoltó i la façana que té unes finestres d'estil gòtic i unes altres amb llinda d'estil renaixentista.

## Descripció
La primera referència documental data del segle xiv. Disposava de dependències que s'obrien a l'interior de la Catedral amb un mirador. Aquesta part de la residència va ser desmantellada per la construcció d'algunes capelles laterals catedralícies durant el segle xvii. Avui en dia resta del seu aspecte original el pati d'entrada amb l'escala d'accés al primer pis consistent en una escalinata amb arcs rampants. Al voltant del pati s'articulen les dependències del servei domèstic i habitacions.
La façana té finestrals gòtics (coronelles triforades) reconstruïts i altres d'època tardo medieval (s. XV i XVI). A l'edifici original se li afegí, al segle xvii o XVIII, un annex consistent en una estructura porxada que donaria al pla de la Seu. Aquest annex consisteix en baixos, entresòl i dues plantes.
Al Pla de la Seu, a tocar amb la façana, es conserven alguns elements de pedra d'interès arqueològic. la tardor de 2010 es va poder veure com per sota d'aquesta finca passa una claveguera romana que empalma amb la que travessant el Pla de la Seu va des de la zona del claustre al carrer Merceria. Finalment cal tenir en compte que a la part porxada, ja dins de la finca, les obres de reforma dels anys 90 del segle xx van descobrir uns soterranis que podrien relacionar-se amb el sistema d'accés entre el recinte de culte imperial i la plaça de representació del Concilium Provinciae Hispaniae Citerioris.
Preserva en el seu interior dues inscripcions romanes:

Una (a722) és encastada al mur que dona accés als pisos superiors. Mesura 93 cm d'alçada i 55 cm d'amplada. Es llegeix:
| « | FAVSTINAE IMP ANTONINI FILIAE | » |

La segona inscripció llatina (a723) es troba al pati de la casa. Mesura 91 cm d'alçada per 61 cm d'amplada i 64 cm de gruix. Es llegeix:
| « | M PORCIO M F AMIENS APRO II VIRO PRAEFEC FABR TRIB MILIT LEG VI FERRAT PROC AVGVST AB ALIMENTIS FLAMINI PHC P H C | » |

## Història
Fou posada dels sobirans espanyols durant les seves visites a Tarragona, després d'extingir-se la dignitat catedralícia de cambrer el segle xvi. També, fou residència dels monarques aragonesos, hi visqué, l'antipapa Pedro de Luna, i morí, a aquesta mateixa casa la reina Joana Enríquez, esposa del rei Joan II d'Aragó i mare de Ferran "el Catòlic".
Adquirit per la família de Montserrat, Marquesos de Tamarit, l'edifici passà darrerament per heretatge a la família Balcells.